# جیمز وارد (تنیس‌باز)
 جیمز وارد (انگلیسی: James Ward؛ زاده ۹ فوریهٔ ۱۹۸۷) یک تنیس‌باز اهل بریتانیا است.